# Anthurium puberulum
Anthurium puberulum är en kallaväxtart som beskrevs av Thomas Bernard Croat och Lingán. Anthurium puberulum ingår i släktet Anthurium och familjen kallaväxter. Inga underarter finns listade.